# Androlepis skinneri
Androlepis skinneri är en gräsväxtart som först beskrevs av Karl Heinrich Koch, och fick sitt nu gällande namn av Adolphe-Théodore Brongniart och Jean-Baptiste Houllet. Androlepis skinneri ingår i släktet Androlepis och familjen Bromeliaceae. Inga underarter finns listade i Catalogue of Life.

## Bildgalleri

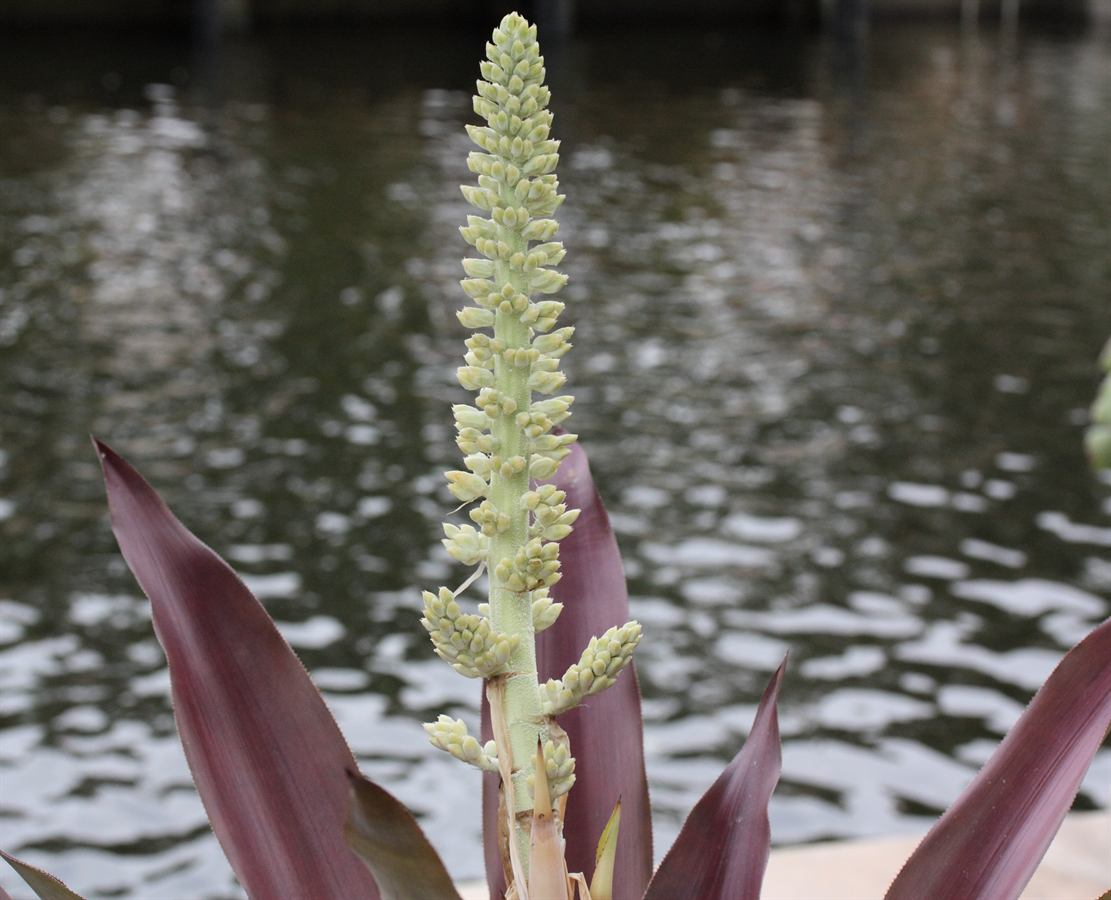